# Utan ont uppsåt
Utan ont uppsåt (originaltitel: Absence of Malice) är en amerikansk dramafilm från 1981 som är regisserad och producerad av Sydney Pollack. I huvudrollen ser vi Paul Newman som spelar en son till en död maffiaboss. Sally Field spelar som journalisten Megan som skapar storyn. Andra skådespelare som medverkar i filmen är Bob Balaban, Melinda Dillon, Luther Adler och Barry Primus. I USA hade filmen premiär 18 december 1981 och i Sverige 26 mars 1982. Filmen fick tre Oscar-nominationer, en för Bästa manliga huvudroll, Paul Newman, den andra för Bästa kvinnliga biroll, Melinda Dillon och den tredje för Bästa manus, Kurt Luedtke.

## Handling
Michael Gallagher (Paul Newman), son till en död maffiaboss läser i tidningen att han är föremål för en polisundersökning. Plötsligt är allt han någonsin arbetat för i fara. Han söker upp kvinnan som har skrivit artikeln, Megan Carter (Sally Field), en outtröttlig journalist. Tillsammans upptäcker de att historien har läckts till Carter med flit av ledaren för polisundersökningen. Gallaghers hela karriär och liv står på spel när han tillsammans med Carter kämpar för att avslöja sanningen.

## Kritisk mottagande
På den amerikanska filmsajten Rotten Tomatoes har 77% av kritiker röstat positiv. 